# Síol Anmchadha
Síol Anmchadha war ein Unterkönigreich oder Herzogtum der Hy-Many in Irland und wurde von einer Seitenlinie der Ui Maine regiert, die  Síol Anmchadha (‚die Saat von Anmchadh‘) genannt wurde, daher der Name der Landschaft.
In ihrer größten Ausdehnung regierten die Könige von  Síol Anmchadha das Land westlich des Lough Derg bis an die Grenze nach Thomond, das Land zwischen den Flüssen Shannon und Suck und einen Landstrich mit Namen Lushmagh jenseits des Shannon in Richtung Birr. 
Die regierende Dynastie nahm später den Namen  Ó Madadháin an, der im Englischen dann Maddan oder Madden lautete. Im späteren Mittelalter waren die Herrscher Vasallen des Earl of Ulster und von deren Nachfolgern, den Clancardes. 
Der Name  Síol Anmchadha hat bis heute in dem Ortschaftsnamen  Baile Mór Síol Anmchadha, dem heutigen Lawrencetown in Galway, überlebt.

## Ortschaften
- Tynagh
- Portumna
- Eyrecourt
- Woodford, County Galway